# Actinodaphne hypoleucophylla
Actinodaphne hypoleucophylla là loài thực vật có hoa trong họ Nguyệt quế. Loài này được Hayata miêu tả khoa học đầu tiên năm 1915.